# Idalus flavibrunnea
Idalus flavibrunnea är en fjärilsart som beskrevs av Paul Dognin 1906. Idalus flavibrunnea ingår i släktet Idalus och familjen björnspinnare. Inga underarter finns listade i Catalogue of Life.